# Rosa dels vents
|  | No s'ha de confondre amb Xarxa de rumbs. |

Rosa dels vents moderna.

La rosa dels vents és un cercle que té marcats els 32 rumbs de procedència del vent en què convencionalment es divideix la circumferència de l'horitzó. Per a denominar un cert vent, o bé es parla del sector geogràfic concret des d'on bufa, o bé se li dona un nom propi. Als Països Catalans existeixen molts noms per a designar els vents, depenent tant de l'àmbit geogràfic com de les situacions meteorològiques concretes.
En les cartes de navegació, on també es coneix com a Rosa nàutica, es representa per 32 rombes units per un extrem i l'altre assenyalant el rumb sobre el cercle de l'horitzó. Sobre aquest se situa la flor de lis amb què s'acostuma a representar el nord, que es documenta des del segle xvi; la flor de lis va evolucionar a partir de la T que es feia servir per marcar la procedència de la tramuntana. De la mateixa manera, l'est se solia marcar amb la L de llevant, o bé amb una creu que indicava la direcció on es troba Jerusalem.
És també un diagrama que representa la intensitat del vent en els diferents sectors en què es divideix la circumferència de l'horitzó.

## Noms dels vents

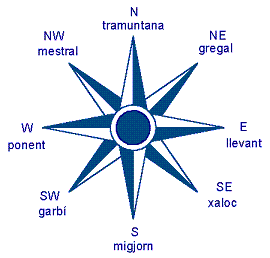
Rosa dels vents en l'àmbit catalanoparlant.

Els noms dels vents segons la direcció d'on provenen són:
| Nom                       | Direcció | Sectors            |
| ------------------------- | -------- | ------------------ |
| Tramuntana o vent de port | N        | de 337.5° a 22.5°  |
| Gregal                    | NE       | de 22.5° a 67.5°   |
| Llevant                   | E        | de 67.5° a 112.5°  |
| Xaloc                     | SE       | de 112.5° a 157.5° |
| Migjorn                   | S        | de 157.5° a 202.5° |
| Garbí o llebeig           | SO       | de 202.5° a 247.5° |
| Ponent                    | O        | de 247.5° a 292.5° |
| Mestral, cerç o serè      | NO       | de 292.5° a 337.5° |

De vegades, quan la direcció del vent oscil·la en més de 45 graus, es parla de:
| Nom                    | Sectors        |
| ---------------------- | -------------- |
| Vent de component nord | de 315° a 45°  |
| Vent de component est  | de 45° a 135°  |
| Vent de component sud  | de 135° a 225° |
| Vent de component oest | de 225° a 315° |

## Història de la rosa dels vents a lacartografia

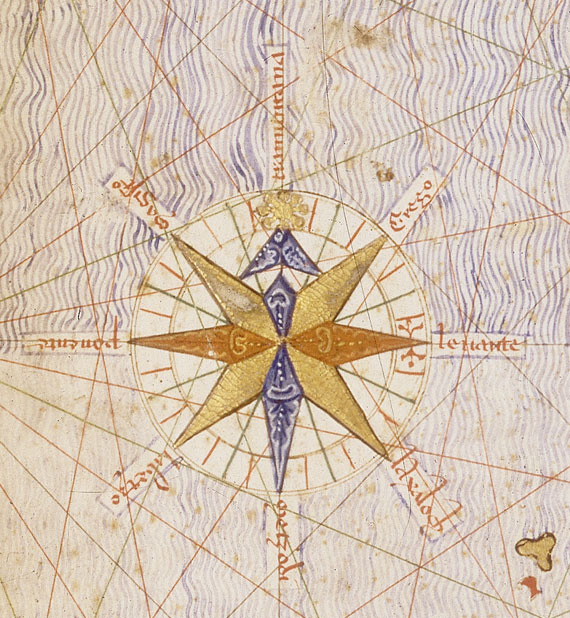
Rosa dels vents de l'Atles Català, atribuït a Cresques Abraham i datat al voltant de 1375. La primera rosa dels vents documentada de la història.

L'origen de la rosa dels vents es troba en la Cartografia portolana, ja que un dels elements centrals d'aquesta cartografia és la xarxa de vents, que en un primer moment resulta de la intersecció dels setze rumbs o -més endavant- dels trenta-dos rumbs sobre un punt del mapa. Habitualment una carta portolana tenia setze d'aquestes interseccions, cada una de les quals és una rosa dels vents implícita. Així mateix quan les brúixoles passaren de ser un tros de pedra imant surant sobre un líquid a disposar d'un mecanisme de pern fix, a mitjan segle xiv, calia que incorporessin algun element dibuixat sobre el fons per facilitar el correcte posicionament de les cartes nàutiques, que -si més no- a finals d'aquell segle ja devien tenir unes característiques relativament similars a les actuals..
Però el primer que feu servir en un mapa un estel de vuit puntes amb la intenció d'assenyalar un punt cardinal fou Angelí Dolcet, les tres obres que se li atribueixen (1330-1339) porten una estel de puntes iguals situades al nord de les seves cartes portolanes, símbol que s'oposa a altres d'iconografia diferent situats al ponent, al migjorn i al llevant dels seus mapes. És de destacar que en el mapa de la Col·lecció Corsini Florència l'estel és situat cap a l'interior de mapa i inserit en una xarxa de vents, amb la qual cosa de cada punta en surt una línia de rumb dirigida a cada un dels punts cardinals. En qualsevol cas, aquest disseny general representava l'estel polar i era el signe distintiu del nord magnètic.
No és, però, fins a l'Atles català en què la rosa dels vents adquireix totes les característiques modernes: 
- És un signe independent de qualsevol altre element iconogràfic.
- Adquireix una posició visualment rellevant en el mapa, per la qual cosa és desplaçada a l'oest en lloc d'estar situada al nord.
- És l'únic element ornamental destinat a indicar l'orientació o els vents.
- En cada punta s'assenyala el nom del vent a què correspon.
- Disposa de tres subdivisions menors entre cada punta, que sumades a les principals fan un total de trenta-dues direccions, pròpies de les brúixoles de pern fix.
- La punta que indica el nord té una forma diferent de les altres, molt pròxima a la flor de lis, dibuix que s'acabarà imposant i que probablement és una deformació d'aquest disseny inicial..

El fet que els noms dels vents apareguin en italià ha fet suposar que reprodueix un model anterior extern al taller dels Cresques, potser elaborat pel mateix Dolcet; però les característiques tècniques fan més probable que es tracti de la reproducció del dibuix interior de les brúixoles que fabricaven els Cresques, i Mallorca és l'únic lloc on els cartògrafs fabriquen brúixoles.
Però les innovacions dels Cresques no seran incorporades plenament pels altres cartògrafs, tot i que aviat es dibuixen roses de brúixola. Però fins a la segona meitat del segle xv la seva posició física segueix el model fixat per Dolcet, com a element que simbolitza únicament el nord.
Posteriorment, sobretot al segle xvi, les roses dels vents són indicatives del valor ornamental del mapa i resulta habitual que en aquests se n'hi dibuixin amb una gran abundància, fins al punt que en alguns se n'hi poden arribar a trobar fins a setze, de diferents tipus i mides.
La rosa dels vents, al costat de l'escala gràfica, són els únics elements de la cartografia portolana que han resistit el pas del temps i encara s'utilitzen actualment.